# Ínigo Íñiguez Arista
Íñigo Íñiguez Arista (Baskisch: Eneko Aritza; ca. 781 – 852) was de eerste koning van het koninkrijk Navarra van ca. 824 tot 851/852.
Hij was de graaf van Bigorre en Sobrarbe. Zijn afkomst is verder onduidelijk, maar zijn familienaam (Íñiguez) geeft aan dat zijn vader ook Íñigo heette. Er wordt vermoed dat hij een bloedverwant was van García Jiménez, die in de laatste jaren van de 8e eeuw in navolging van zijn vader Jimeno weerstand bood aan de Karolingen tijdens hun gebiedsveroveringen in Gascogne.
Zijn moeder trouwde, na het overlijden van zijn vader Íñigo, met de Moorse emir Musa ibn Fortún ibn Qasi bij wie ze nog moeder werd van Musa ibn Musa ibn Qasi, de latere emir en hoofd van de Banu Qasi. Mede door deze verwantschap met Musa ibn Musa ibn Qasi wist hij veel invloed in grote delen van de Pyreneeën te bemachtigen.
De Velasco-familie was de grote rivaal van Íñigo Íñiguez Arista en de Banu Qasi en de grootste bondgenoot van de Franken in het oude Spanje. In 799 zouden sluipmoordenaars de gouverneur van Pamplona, (Navarra), een lid van de Banu Qasi, vermoorden. Een lid van de Velasco-familie nam zijn plaats in en daarmee zou de Frankische invloed op het Iberisch Schiereiland naar het westen uitbreiden. In 824 ondernamen de Frankische graven Aeblus en Aznar Sanchez een nieuwe expeditie naar Navarra. Íñigo Íñiguez Arista wist deze Frankische handlangers te overmeesteren en hij werd nu in Pamplona uitgeroepen als "koning van Navarra".
Íñigo Íñiguez Arista zelf was een christen, maar in het koninkrijk woonden zowel christenen als (Moorse) moslims, maar er was niet altijd vrede tussen de Moorse Banu Qasi en de Basken. Abd-ar-Rahman II, de emir van Córdoba, voerde regelmatig vergeldingsacties uit tegen de Basken.
Dit was ook de periode van Vikingeninvallen in Navarra en de periode waar zijn zoon García Íñiguez gevangengenomen werd en pas na betaling van een grote som aan losgeld weer vrijgelaten werd.
In 841 raakte Íñigo Íñiguez Arista verlamd tijdens een gezamenlijk gevecht met Musa ibn Musa ibn Qasi, tegen de Vikingen. Zijn zoon García Íñiguez, mogelijk samen met zijn oom Fortún Íñiguez, een halfbroer van Íñigo Íñiguez Arista, zou als regent optreden. Beiden zouden Musa ibn Musa ibn Qasi steunen in een opstand tegen het kalifaat Córdoba. Fortún Íñiguez zou tijdens deze opstand gedood worden. In (ca.) 851/2 zou Íñigo Íñiguez Arista overlijden en zijn zoon García Íñiguez volgde hem op als koning in (een deel van) Navarra. (Waarschijnlijk was Jimeno I van Navarra koning in een ander deel van Navarra, waar diens zoon García Jiménez hem later zou opvolgen.)
De mannelijke lijn van Íñigo Íñiguez Arista zou in 905 (kleinzoon Fortún Garcés) de troon verliezen, maar in vrouwelijke lijn zouden er nog afstammelingen koning van Navarra worden.
De naam van zijn echtgenote was mogelijk Oneca Velázguez, en zou een dochter geweest kunnen zijn van Velasco, heer van Pamplona (-816), maar ook wordt vermoed dat ze een bloedverwant zou zijn van Aznar I Galíndez (maar deze naam werd pas in later kronieken vermeld en niet in eigentijdse bronnen).
Hij was vader van:
- Assona Íñiguez, die zou trouwen met Musa ibn Musa ibn Qasi (de halfbroer van zijn vader) en heer van Tudela en Huesca
- García Íñiguez, zijn opvolger
- Galindo Íñiguez, die vader werd van Musa ibn Galindo, heer van Huesca in 860, en in 870 vermoord in Córdoba
- Nunhila (?), die de echtgenote van graaf García el Malo (de slechte) van Aragón werd.